# أقصليس قريني

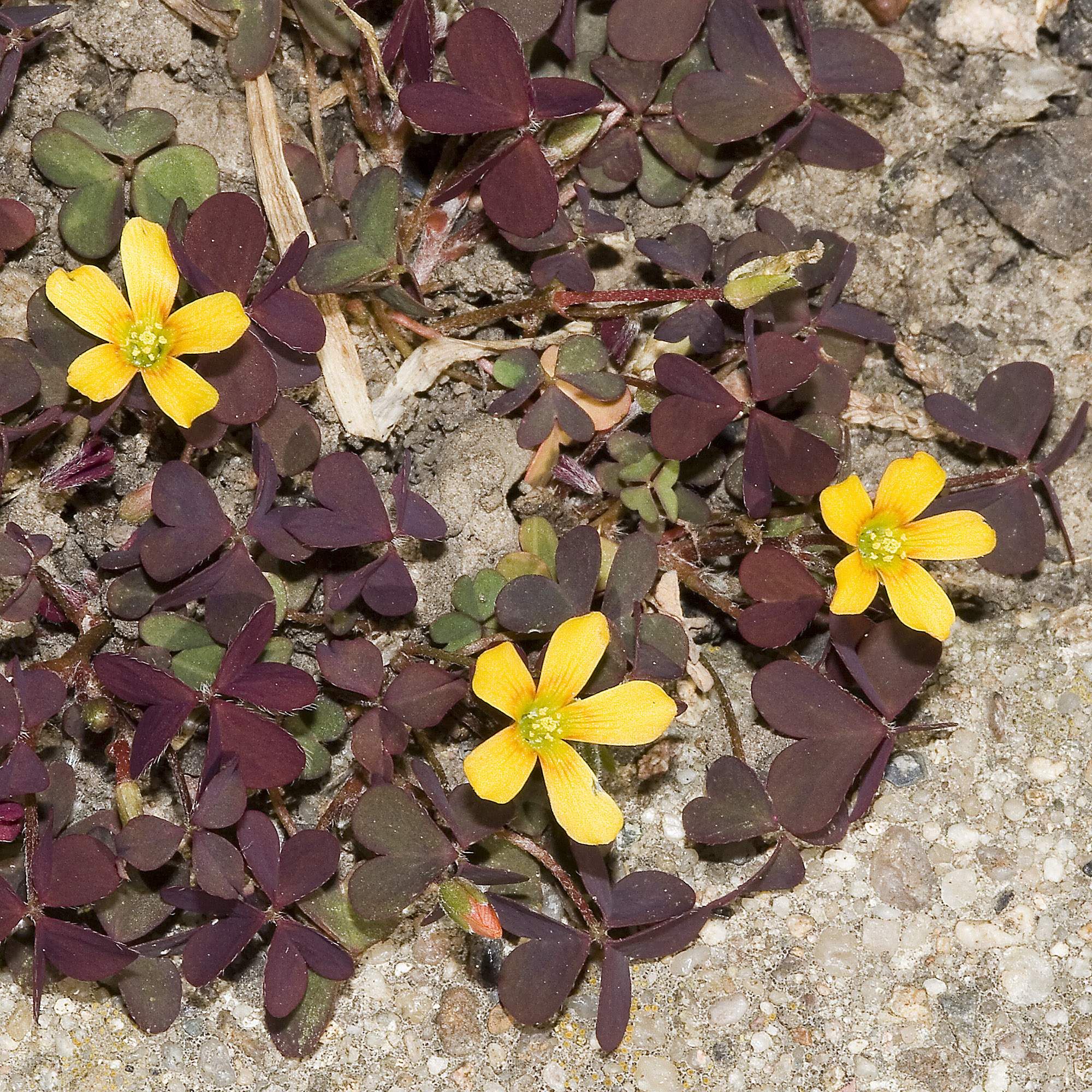

عرق الليمون أو أقصليس قريني أو حميضة قرينية أو حمضيض أو حمضمض أو حمد(الاسم العلمي: Oxalis corniculata) هي نوع من النباتات يتبع جنس الأقصليس من الفصيلة الحماضية.